# 瀬口かな
瀬口 かな（せぐち かな、1991年9月16日 - ）は、日本の女性ライバー、元アイドル。本名 瀬口佳奈。福岡県出身。フリーランス。愛称はせぐうぇい。

## 来歴・人物
福岡女学院中学校・高等学校出身。
中学の頃、『原口・はなわの踊る!すまいる大御殿』（RKB毎日放送）の取材で、タレントのはなわが実家に訪れた際にスカウトされ、後にケイダッシュステージに入所し芸能界入り。
その はなわ がプロデュースするアイドルグループ中野風女シスターズおよび、男装グループ風男塾の瀬斗光黄としても活動していた。パーソナルカラーは黄色。
福岡で行われていた中川翔子のイベントへ足を運んだ際に、第1回全日本アニソングランプリ福岡予選を偶然観覧する。そのことが第3回全日本アニソングランプリへの参加につながり、ファイナルまで進出した。グランプリを受賞した佐咲紗花と親交があり、「さや姉」「らみたん」と呼び合う仲である。

### 趣味・特技
特技はバレーボール。
アニメ・アニソンが好きでアニマックスを視聴している。リラックマが好きすぎて「リラ様」と呼んでいる。
父親が定期購読していた「月刊ムー」を読んで以来、ミステリーオタクになり、UFO、秘密結社などに興味がある。都市伝説などにも精通し、トークライブで披露することも多い。
好きなミュージシャンはL'Arc〜en〜Ciel。

## 経歴
2009年
- 6月27日、「第3回全日本アニソングランプリ」福岡予選大会優勝。
- 9月21日、「第3回全日本アニソングランプリ」決勝大会において、ファイナリスト4人のうちの1人に選ばれる。

2010年
- 4月、中野風女シスターズ、（瀬斗光黄として）「風男塾」に加入。
- 4月28日、「腐女らNightLIVE-Z 2010 〜Golden experience〜」でライブデビュー。
- 6月23日、風男塾4thシングル「無敵!夏休み」でCDデビュー。

2018年
- 11月、翌2019年2月の公演をもって「風男塾」の卒業および芸能界引退を表明[7]。

2019年
- 2月11日、中野サンプラザホールで行われた『風男塾 LIVE 2019 〜SMILE〜 』の公演をもって風男塾を卒業した[8]。
- 2月23日、福岡イムズホールで行われた『かな縛りNight～LAST LIVE』をもって芸能活動を引退した。（なお、SNSは消さずにそのまま続ける）
- 8月21日、卒業時から言っていた「プロゲーマーになる」という夢を叶える為、ゲーミング女子支援プロジェクトTHE REBEL'S eMPIRE GAMING PROJECT（通称：ReMG）に参加。

2020年
- 9月15日、Fensiにて「瀬口かな オフィシャルサイト」を開設した。

2022年
- 6月10日、一般男性との入籍を報告[9]。

## 出演
※中野風女シスターズ、風男塾としての出演／作品は、「中野風女シスターズ」の項を参照のこと。

### テレビ番組
- 創ったヒト（アニマックス、2010年5月8日）
- モクモクダッシュ（スカパー!275ch「EXエンタテイメント」、2010年5月13日 - 2010年12月10日）準レギュラー
- 全開!女子力!!（チバテレ、スカパー!275ch「EXエンタテイメント」 、BS11、全30回）レギュラー
- 原口・はなわの踊る!すまいる大御殿（RKB毎日放送、2011年1月22日、29日）
- 高橋正純 家を買います～プロが教える極秘テクニック～（静岡朝日テレビ、2012年2月25日）
- コエキタ!!（北海道放送、2012年4月17日 - 2013年3月26日、MUSIC ON! TV（2週遅延放送））レギュラー
- 首都神話 真相あばいたろ会議（ホームドラマチャンネル、第1回～第4回ゲスト）
- 首都神話 真相あばいたろ会議～第2章～（ホームドラマチャンネル、第1回、第4回、第5回ゲスト）
- なかのひと。（北海道放送、2013年4月2日 -、MUSIC ON! TV（3週遅延放送））レギュラー
- 志村座（2014年12月3日 - 2015年9月29日）
- 老人ホーム「ハッピー・ロード」愉快な仲間たちの事件簿（テレビ東京、2016年9月11日） - 横内加奈 役
- オタ恋（2016年11月5日 - 12日、BS朝日）
- アイドル・シャッフルドラマ選手権（2017年3月12日 - 4月30日、MBS）[10]
- 校則アイドル～淑女の学園～（2017年9月3日、MBS）- 姉小路美咲の元彼 役

### CM
- フォートナイト

### ラジオ
- リバラジ（エフエム福岡、2011年1月22日、29日）
- Voice Push! presents ふれふれ!（文化放送 超!A&G+、2011年2月22日）
- LOTTERIA LOVERS（全国ロッテリア店舗、2011年10月6日 - 2012年8月15日）レギュラー
- 私が愛した怪獣～語ろう選ぼういとしさNO.1（NHKラジオ第1放送、2011年11月3日）
- 吉田照美 ソコダイジナトコ（文化放送、2012年5月21日）

### インターネット放送
- 日経進学Navi・After School TV内「キャンパスリサーチ」（2010年5月 - ）
- 矢追純一 UFOウォッチングスペシャル（2010年11月24日）
- USTREAM Hondaチャンネル レポーター（2011年6月17日～）
- ハマカーンの『おめのこと、好きだっぺよ！』（2017年10月17日 - 11月17日、いばキラTV）[11]

### ヴォイスコミック
- 風男塾物語（2012年、集英社） - 瀬斗光黄 役

### モデル
- 講談社「VOCE」モデル

### 連載
- うしろのせぐうぇい（オリコン・エンタテインメント「De☆View」、2012年8月号～10月号）

### ライブ・イベント
- 風男塾単独ライブ「黒白歌合戦2019」（2019年12月29日、渋谷ストリームホール） - MC